# Frente Central
A Frente Central foi um grupo de exércitos do Exército Vermelho, durante a Segunda Guerra Mundial.
O termo Frente Central descreve duas unidades distintas durante a guerra. A primeira delas existiu por apenas um mês, durante a invasão alemã de 1941, antes de ser aniquilada. Um ano e meio depois, o nome foi revivido para a sua segunda criação, que existiu por cerca de oito meses em 1943, até ser incorporada ao grupo bielorrusso de frentes (Primeira, Segunda e Terceira).

## Primeira formação
A primeira versão da Frente Central foi criada em 24 de julho de 1941, a partir da ala direita das forças da Frente Ocidental, incluindo o 3º Exército e o Estado-Maior do 4º Exército, que fora dissolvido. Esses oficiais formaram o Estado-Maior da Frente Central, e o Coronel-general Fiodor Kuznetsov assumiu o seu comando.
A frente era uma combinação do 13º e 21º exércitos. O 13º Exército, na área de Mogilev, comandava o 61º Corpo de Fuzileiros e o 20º Corpo Mecanizado e, na direção de Krichevski, o 45º e 20º corpos de Infantaria. O outro componente inicial da Frente era o 21º Exército, sob o comando do Tenente-general Mikhail Iefremov, com o 25º Corpo Mecanizado, e os 66º, 63º, 21º e 67º corpos de Infantaria. O novo componente aéreo da frente era formado por 136 aeronaves (75 delas reparadas), sob o comando do Major-general da Aeronáutica Grigori Vorojeikin. A Frente Central tornou-se assim a primeira nova frente formada após a invasão alemã. Na época em que ela foi criada, seu limite com a Frente Ocidental era ao longo da linha Briansk-Roslavl-Shklov-Minsk, e a principal direção operacional da frente era ao longo do eixo Gomel-Bobruisk-Volkovisk. Em 1º de agosto, o 3º Exército juntou-se à frente e, em 7 de agosto, Kuznetsov foi chamado de volta a Moscou para receber uma nova missão. O comando foi transferido para o General Iefremov.
Em 8 de agosto, o Panzergruppe 2 de Heinz Guderian iniciou seu ataque ao longo do setor do 13º Exército. Quatro dias depois, o 2º Exército alemão se juntou ao ataque. Em 17 de agosto, o 63º Corpo de Infantaria foi derrotado na vila de Skepnia (20 km a leste de Jlobin) e, dois dias depois, elementos do 2º Exército ocuparam Gomel. No dia 22 de agosto o 3º Exército recuou de Mozir. Assim, a frente foi cercada e destruída perto de Chernigov, e foi formalmente dissolvida em 25 de agosto de 1941. Suas forças restantes foram transferidas para a primeira versão da Frente de Briansk.

## Segunda formação
A segunda versão desta frente foi criada em 15 de fevereiro de 1943. O Coronel-general Konstantin Rokossovski assumiu o seu comando e foi promovido a General em abril de 1943. O Tenente-general Mikhail Malinin foi nomeado chefe do Estado-Maior da frente, enquanto o Major-general K. F. Telegin foi nomeado membro do Conselho Militar da frente. Ela incorporou o Estado-Maior e as forças da Frente do Don, além de exércitos adicionais; o 2º Exército de Tanques, e os 21º, 65º e 70º exércitos (originalmente formados por forças do NKVD) fizeram parte da frente, junto com o 16º Exército sob o comando do tenente-general Sergei Rudenko. O quartel-general da frente foi estabelecido a cerca de 10 km a leste de Ielets.
Como parte do movimento geral de Stavka para integrar e racionalizar seus grupos de exércitos, a Frente Central foi rebatizada de Primeira Frente Bielorrussa em 20 de outubro de 1943.